# Aero L-39 Albatros
Aero L-39, denumit și Albatros, este un avion de antrenament avansat, cu reacție, dezvoltat în Cehoslovacia în anii 1960 pentru a înlocui modelul L-29 Delfín. A fost primul avion de antrenament cu reacție din a doua generație și primul avion de antrenament cu turboventilator fabricat în serie. Ulterior, modelul a stat la baza avioanelor de antrenament L-59 Super Albatros și L-159 ALCA, ultimul fiind fabricat și în prezent. Peste 2800 de exemplare L-39 au fost folosite de forțele aeriene a peste 30 de țări din toată lumea. Aero L-39 este cel mai răspândit avion de antrenament cu reacție din lume, fiind capabil și de atac ușor la sol. Forțele Aeriene Române au fost dotate cu modelul L-39ZA din 1981, avionul fiind retras din dotare la mijlocul anilor 2000.